# Tamajón

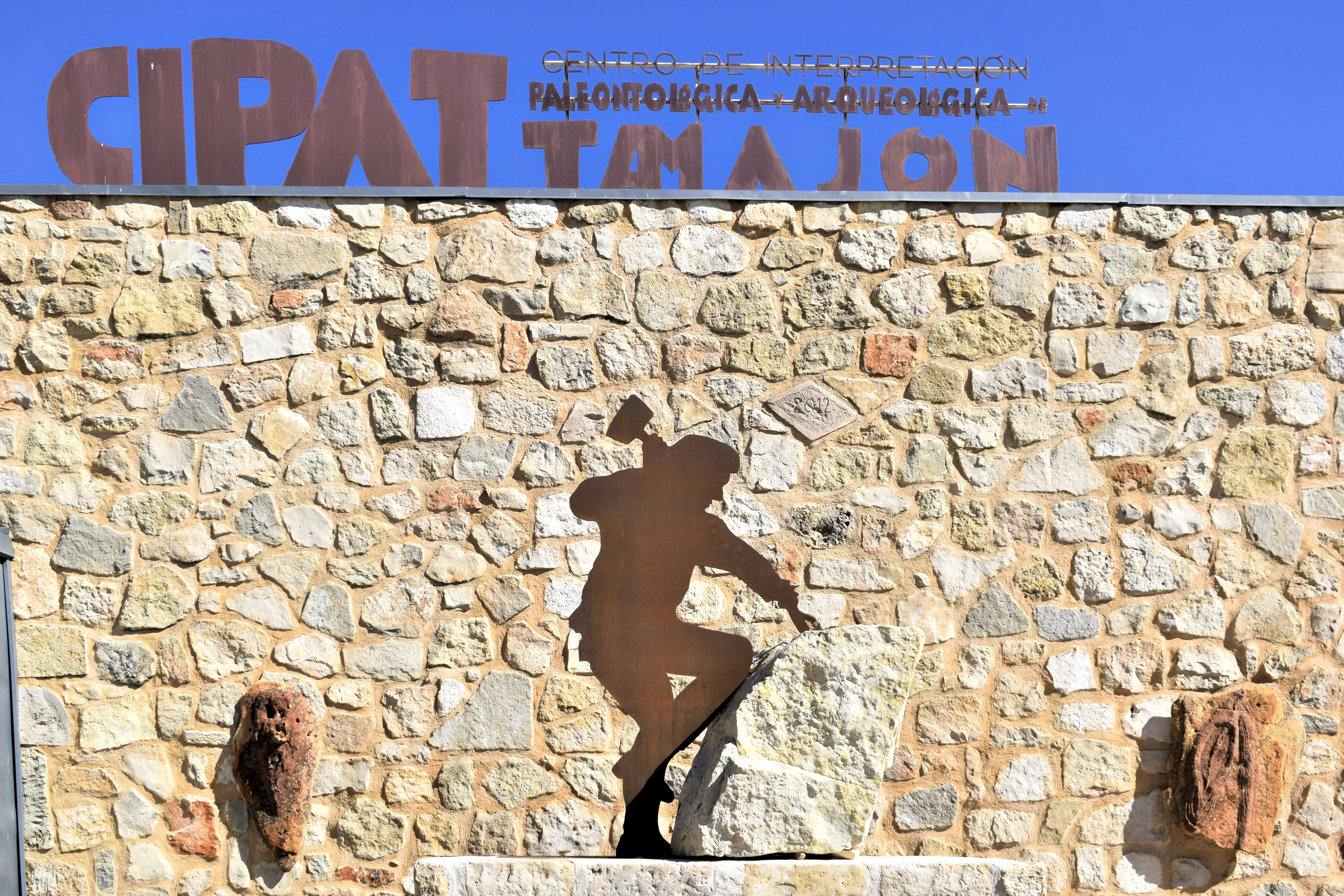
Centro de Interpretación Paleontológica y Arqueológica de Tamajón CIPAT

Tamajón es un municipio y localidad española de la provincia de Guadalajara, en la comunidad autónoma de Castilla-La Mancha. El término municipal, que incluye también los núcleos de Almiruete, Palancares y Muriel, tiene una población de 154 habitantes (INE 2024).

## Geografía
El municipio tiene una superficie de 116,28 km². Además del propio núcleo de Tamajón, comprende las pedanías de Almiruete, Palancares y Muriel y el despoblado de Sacedoncillo.
La localidad está situada a una altitud de 1026 m sobre el nivel del mar. En la cueva de los Torrejones, situada en el término municipal se han encontrado restos de un leopardo (Panthera pardus) del Pleistoceno, entre otros taxones. En el municipio se encuentra la Ciudad Encantada de Tamajón, un entorno en el que las piedras calizas toman formas caprichosas debido a la erosión del viento y el agua.
| Noroeste: Campillo de Ranas    | Norte: Valverde de los Arroyos | Noreste: La Huerce y Arroyo de las Fraguas |
| Oeste: Campillo de Ranas       |                                | Este: Semillas y Arbancón                  |
| Suroeste: Retiendas y Tortuero | Sur: La Mierla                 | Sureste: Cogolludo                         |

De acuerdo a los datos de la tabla a continuación y a los criterios de la clasificación climática de Köppen Tamajón —considerando los datos climáticos del embalse de El Vado, que forma parte del término municipal pero está situado a una menor altitud— tiene un clima de transición entre los climas mediterráneos de tipo Csa (templado con verano seco y caluroso) y Csb (templado con verano seco y templado).
| Parámetros climáticos promedio de Tamajón (embalse del Vado) en el periodo 1961-2003 | Parámetros climáticos promedio de Tamajón (embalse del Vado) en el periodo 1961-2003 | Parámetros climáticos promedio de Tamajón (embalse del Vado) en el periodo 1961-2003 | Parámetros climáticos promedio de Tamajón (embalse del Vado) en el periodo 1961-2003 | Parámetros climáticos promedio de Tamajón (embalse del Vado) en el periodo 1961-2003 | Parámetros climáticos promedio de Tamajón (embalse del Vado) en el periodo 1961-2003 | Parámetros climáticos promedio de Tamajón (embalse del Vado) en el periodo 1961-2003 | Parámetros climáticos promedio de Tamajón (embalse del Vado) en el periodo 1961-2003 | Parámetros climáticos promedio de Tamajón (embalse del Vado) en el periodo 1961-2003 | Parámetros climáticos promedio de Tamajón (embalse del Vado) en el periodo 1961-2003 | Parámetros climáticos promedio de Tamajón (embalse del Vado) en el periodo 1961-2003 | Parámetros climáticos promedio de Tamajón (embalse del Vado) en el periodo 1961-2003 | Parámetros climáticos promedio de Tamajón (embalse del Vado) en el periodo 1961-2003 | Parámetros climáticos promedio de Tamajón (embalse del Vado) en el periodo 1961-2003 |
| Mes | Ene.                                                                                 | Feb.                                                                                 | Mar.                                                                                 | Abr.                                                                                 | May.                                                                                 | Jun.                                                                                 | Jul.                                                                                 | Ago.                                                                                 | Sep.                                                                                 | Oct.                                                                                 | Nov.                                                                                 | Dic.                                                                                 | Anual                                                                                |
| --- | ------------------------------------------------------------------------------------ | ------------------------------------------------------------------------------------ | ------------------------------------------------------------------------------------ | ------------------------------------------------------------------------------------ | ------------------------------------------------------------------------------------ | ------------------------------------------------------------------------------------ | ------------------------------------------------------------------------------------ | ------------------------------------------------------------------------------------ | ------------------------------------------------------------------------------------ | ------------------------------------------------------------------------------------ | ------------------------------------------------------------------------------------ | ------------------------------------------------------------------------------------ | ------------------------------------------------------------------------------------ |
| Temp. media (°C) | 4.7                                                                                  | 5.7                                                                                  | 8.1                                                                                  | 9.6                                                                                  | 13.5                                                                                 | 18.3                                                                                 | 22.0                                                                                 | 22.0                                                                                 | 18.4                                                                                 | 13.0                                                                                 | 8.2                                                                                  | 5.5                                                                                  | 12.4                                                                                 |
| Precipitación total (mm) | 95.5                                                                                 | 71.3                                                                                 | 51.9                                                                                 | 75.4                                                                                 | 70.9                                                                                 | 42.6                                                                                 | 23.5                                                                                 | 16.9                                                                                 | 49.6                                                                                 | 80.8                                                                                 | 104.7                                                                                | 103.3                                                                                | 786.3                                                                                |
| Fuente: Ministerio de Agricultura, Alimentación y Medio Ambiente. Datos de precipitación para el periodo 1961-2003 y de temperatura para el periodo 1961-2003 en Tamajón (embalse del Vado). 10 de noviembre de 2012 |                                                                                      |                                                                                      |                                                                                      |                                                                                      |                                                                                      |                                                                                      |                                                                                      |                                                                                      |                                                                                      |                                                                                      |                                                                                      |                                                                                      |                                                                                      |

## Historia
La localidad aparece descrita en el decimocuarto volumen del Diccionario geográfico-estadístico-histórico de España y sus posesiones de Ultramar de Pascual Madoz de la siguiente manera:

TAMAJON: v. con ayunt., cab. del part. jud. de su nombre desde 31 de marzo de 1847 que dejó de serlo Cogolludo, en el que se hizo su descricion (V.), en la prov. de Guadalajara (8 leg.), aud. terr. de Madrid (13), c.g. de Castilla la Nueva, dióc. de Toledo (25). sit. en llano al pie de las sierras del Ocejon, libre á la inlluencia de los vientos; su clima es frio y las enfermedades mas comunes, fiebres gástricas é intermitentes; tiene 145 casas; la consistorial con cárcel; pósito con el fondo de 200 fan. de grano; escuela de instruccion primaria, frecuentada por 50 alumnos, dotada con 1,100 rs. y 25 fan. de trigo puro; hay una fuente de buenas aunque gruesas aguas; una igl. parr. (la Asuncion de Ntra. Sra.) servida por un cura y un sacristan: confina el térm. con los de Almiruete, Rienda, La Mierla, Sacedoncillo y el Vado; dentro de él se encuentran 5 fuentes perennes y 2 ermitas, la Soledad y Ntra. Sra. de los Enebrales: el terreno en lo general es de mediana calidad; comprende 2 montes huecos de encina, abundando también en el uno las sabinas, enebros y otras matas. caminos: los que dirigen á los pueblos limítrofes. correo: se recibe y despacha en Cogolludo por balijero pagado por la v. prod.: trigo, cebada, centeno, patatas, garbanzos, guisantes, lentejas, guijas, bellota, leñas de combustible y carboneo y buenos pastos, con los que se mantiene ganado lanar, cabrio, vacuno, y de cerda; hay caza de perdices, conejos, liebres y jabalíes. ind.: la agrícola, una fáb. de vidrio blanco y algunos de los oficios y artes mecánicas mas indispensables, algunos vec. se dedican al carboneo y otros al corte y preparacion de maderas y fustas para carruages. pobl.: 139 vec. 486 alm. cap. prod.: 2.863,500 rs. imp.: 200,450. contr.: 12,018.
(Madoz, 1849, p. 579)

En 1970 el municipio de Tamajón absorbió a los de Almiruete, Muriel y Palancares.

## Demografía
Tamajón cuenta con una población de 154 habitantes (INE 2024).
| Gráfica de evolución demográfica de Tamajón entre 1842 y 2021 |
| |
| Población de derecho según los censos de población del INE Población de hecho según los censos de población del INEEntre el censo de 1970 y el anterior, crece el término del municipio porque incorpora a Almiruete, Muriel y Palancares |

## Símbolos
El escudo heráldico que representa al municipio fue aprobado oficialmente el 13 de abril de 1987 con el siguiente blasón:

Partido. Primero, las armas de los Mendoza, o sea cuartelado en sotuer, 1º y 4º de sinople, la banda de gules fileteada de oro. 2º y 3º de oro, la leyenda "Ave María Gracia Plena" en letras de sable. Segundo, cuartelado. 1º, de gules el castillo de oro mazonado de sable y aclarado de gules. 2º y 3º de azur las tres flores de Lis de oro en número 2-1. 4º de plata, un león rampante de gules. Al timbre Corona Real cerrada.
Diario Oficial de Castilla-La Mancha nº 19 de 21 de abril de 1987

## Patrimonio
A la entrada se encuentra la iglesia del siglo XVI dedicada a la Asunción de Nuestra Señora y en la calle Enmedio junto a la plaza, el palacio de los Mendoza actual ayuntamiento de la localidad. A 2 km de distancia en dirección norte se encuentra la ermita de la Virgen de los Enebrales, patrona de la localidad. El edificio es del siglo XVI, aunque se amplió en el siglo XVIII.
- Iglesia de Nuestra Señora de la Asunción[11]
- Palacio de los Mendoza
- Ermita de la Virgen de los Enebrales[11]